# Prix du Gouverneur général : théâtre de langue anglaise
Voici une liste des lauréats du prix littéraire du Gouverneur général dans la catégorie théâtre de langue anglaise.
Ce prix fut décerné pour la première fois en 1981, quand la catégorie poésie ou théâtre de langue anglaise fut scindée en deux.

## Gagnants et lauréats
| Année | Auteur                                         | Titre                                                      |
| ----- | ---------------------------------------------- | ---------------------------------------------------------- |
| 1981  | Sharon Pollock                                 | Blood Relations                                            |
| 1981  | Charles Tidler                                 | Straight Ahead and Blind Dancers                           |
| 1981  | George F. Walker                               | Theatre of the Film Noir                                   |
| 1982  | John Gray                                      | Billy Bishop Goes to War                                   |
| 1982  | Lawrence Jeffery                               | Clay                                                       |
| 1982  | Betty Lambert                                  | Jennie's Story                                             |
| 1983  | Anne Chislett                                  | Quiet in the Land                                          |
| 1983  | Pas de lauréats cette année                    |                                                            |
| 1984  | Judith Thompson                                | White Biting Dog                                           |
| 1984  | James Reaney                                   | The Canadian Brothers or The Prophecy Fulfilled            |
| 1984  | George Ryga                                    | A Letter to My Son                                         |
| 1985  | George F. Walker                               | Criminals in Love                                          |
| 1985  | David French                                   | Salt-Water Moon                                            |
| 1985  | Margaret Hollingsworth                         | War Babies                                                 |
| 1985  | Ken Mitchell                                   | Gone the Burning Sun                                       |
| 1986  | Sharon Pollock                                 | Doc                                                        |
| 1986  | Frank Moher                                    | Odd Jobs                                                   |
| 1986  | Allan Stratton                                 | Papers                                                     |
| 1987  | John Krizanc                                   | Prague                                                     |
| 1987  | Wendy Lill                                     | The Occupation of Heather Rose                             |
| 1987  | Michael D.C. McKinlay                          | Walt and Roy                                               |
| 1987  | Sharon Pollock                                 | Whiskey Six Cadenza                                        |
| 1988  | George F. Walker                               | Nothing Sacred                                             |
| 1988  | Dennis Foon                                    | Skin                                                       |
| 1988  | Tomson Highway                                 | The Rez Sisters                                            |
| 1988  | Maureen Hunter                                 | Footprints on the Moon                                     |
| 1989  | Judith Thompson                                | The Other Side of the Dark                                 |
| 1989  | Tomson Highway                                 | Dry Lips Oughta Move to Kapuskasing                        |
| 1989  | John Krizanc                                   | Tamara                                                     |
| 1990  | Ann-Marie MacDonald                            | Goodnight Desdemona (Good Morning Juliet)                  |
| 1990  | Audrey (Alec) Butler                           | Black Friday?                                              |
| 1990  | John Mighton                                   | Scientific Americans                                       |
| 1990  | George F. Walker                               | Love and Anger                                             |
| 1991  | Joan MacLeod                                   | Amigo's Blue Guitar                                        |
| 1991  | Sally Clark                                    | The Trial of Judith K.                                     |
| 1991  | Don Druick                                     | Where Is Kabuki?                                           |
| 1991  | Linda Griffiths                                | The Darling Family                                         |
| 1991  | Daniel David Moses                             | Coyote City                                                |
| 1992  | John Mighton                                   | Possible Worlds et A Short History of Night                |
| 1992  | Daniel Brooks et Guillermo Verdecchia          | The Noam Chomsky Lectures                                  |
| 1992  | Dave Carley                                    | Writing With Our Feet                                      |
| 1992  | Judith Thompson                                | Lion in the Streets                                        |
| 1992  | Dianne Warren                                  | Serpent in the Night Sky                                   |
| 1993  | Guillermo Verdecchia                           | Fronteras Americanas                                       |
| 1993  | Daniel MacIvor                                 | House Humans                                               |
| 1993  | Raymond Storey                                 | The Saints and Apostles                                    |
| 1993  | David Young                                    | Glenn                                                      |
| 1994  | Morris Panych                                  | The Ends of the Earth                                      |
| 1994  | Joanna McClelland Glass                        | If We Are Women                                            |
| 1994  | Wendy Lill                                     | All Fall Down                                              |
| 1994  | Bryden MacDonald                               | Whale Riding Weather                                       |
| 1995  | Jason Sherman                                  | Three in the Back, Two in the Head                         |
| 1995  | Brad Fraser                                    | Poor Super Man                                             |
| 1995  | Deborah Kimmett                                | Miracle Mother                                             |
| 1995  | Joan MacLeod                                   | The Hope Slide/Little Sister                               |
| 1995  | Eugene Stickland                               | Some Assembly Required                                     |
| 1996  | Colleen Wagner                                 | The Monument                                               |
| 1996  | Wendy Lill                                     | The Glace Bay Miners' Museum                               |
| 1996  | John Mighton                                   | The Little Years                                           |
| 1996  | Michael O'Brien                                | Mad Boy Chronicle                                          |
| 1996  | Betty Quan                                     | Mother Tongue                                              |
| 1997  | Ian Ross                                       | fareWel                                                    |
| 1997  | Maureen Hunter                                 | Atlantis                                                   |
| 1997  | Lee MacDougall                                 | High Life                                                  |
| 1997  | Jason Sherman                                  | Reading Hebron                                             |
| 1997  | Judith Thompson                                | Sled                                                       |
| 1998  | Djanet Sears                                   | Harlem Duet                                                |
| 1998  | Bruce McManus                                  | Selkirk Avenue                                             |
| 1998  | Richard Sanger                                 | Not Spain                                                  |
| 1998  | Sandra Shamas                                  | Sandra Shamas: A Trilogy of Performances                   |
| 1998  | David Young                                    | Inexpressible Island                                       |
| 1999  | Michael Healey                                 | The Drawer Boy                                             |
| 1999  | Wendy Lill                                     | Corker                                                     |
| 1999  | Daniel MacIvor                                 | Marion Bridge                                              |
| 1999  | Colleen Murphy                                 | Beating Heart Cadaver                                      |
| 1999  | Theresa Tova                                   | Still the Night                                            |
| 2000  | Timothy Findley                                | Elizabeth Rex                                              |
| 2000  | George Boyd                                    | Consecrated Ground                                         |
| 2000  | Linda Griffiths                                | Alien Creature                                             |
| 2000  | Daniel MacIvor et Daniel Brooks                | Monster                                                    |
| 2000  | Jason Sherman                                  | It's All True                                              |
| 2001  | Kent Stetson                                   | The Harps of God                                           |
| 2001  | Mark Brownell                                  | Monsieur d'Eon                                             |
| 2001  | Clem Martini                                   | A Three Martini Lunch                                      |
| 2001  | Michael Redhill                                | Building Jerusalem                                         |
| 2001  | Jason Sherman                                  | An Acre of Time                                            |
| 2002  | Kevin Kerr                                     | Unity (1918)                                               |
| 2002  | Claudia Dey                                    | The Gwendolyn Poems                                        |
| 2002  | Lorena Gale                                    | Je me souviens                                             |
| 2002  | Michael Lewis MacLennan                        | The Shooting Stage                                         |
| 2003  | Vern Thiessen                                  | Einstein's Gift                                            |
| 2003  | Marie Clements                                 | Burning Vision                                             |
| 2003  | Brian Drader                                   | Prok                                                       |
| 2003  | Sunil Kuruvilla                                | Rice Boy                                                   |
| 2003  | Michael Lewis MacLennan                        | Last Romantics                                             |
| 2004  | Morris Panych                                  | Girl in the Goldfish Bowl                                  |
| 2004  | Robert Chafe                                   | Butler's Marsh et Tempting Providence                      |
| 2004  | Michael Healey                                 | Rune Arlidge                                               |
| 2004  | Karen Hines                                    | The Pochsy Plays                                           |
| 2004  | Mieko Ouchi                                    | The Red Priest (Eight Ways to Say Goodbye)                 |
| 2005  | John Mighton                                   | Half Life                                                  |
| 2005  | Marjorie Chan                                  | China Doll                                                 |
| 2005  | Don Druick                                     | Through the Eyes                                           |
| 2005  | Daniel MacIvor                                 | Cul-de-sac                                                 |
| 2005  | Richard Sanger                                 | Two Words for Snow                                         |
| 2006  | Daniel MacIvor                                 | I Still Love You                                           |
| 2006  | Morwyn Brebner                                 | The Optimists                                              |
| 2006  | Lisa Codrington                                | Cast Iron                                                  |
| 2006  | Jason Sherman                                  | Adapt or Die: Plays New and Used                           |
| 2006  | Drew Hayden Taylor                             | In a World Created by a Drunken God                        |
| 2007  | Colleen Murphy                                 | The December Man                                           |
| 2007  | Salvatore Antonio                              | In Gabriel's Kitchen                                       |
| 2007  | Anosh Irani                                    | The Bombay Plays: The Matka King and Bombay Black          |
| 2007  | Rosa Labordé                                   | Léo                                                        |
| 2007  | Morris Panych                                  | What Lies Before Us                                        |
| 2008  | Catherine Banks                                | Bone Cage                                                  |
| 2008  | Ronnie Burkett                                 | 10 Days on Earth                                           |
| 2008  | Paul Ciufo                                     | Reverend Jonah                                             |
| 2008  | Marie Clements                                 | Copper Thunderbird                                         |
| 2008  | Judith Thompson                                | Palace of the End                                          |
| 2009  | Kevin Loring                                   | Where the Blood Mixes                                      |
| 2009  | Beverley Cooper                                | Innocence Lost: A Play about Steven Truscott               |
| 2009  | Joan MacLeod                                   | Another Home Invasion                                      |
| 2009  | Hannah Moscovitch                              | East of Berlin                                             |
| 2009  | Michael Nathanson                              | Talk                                                       |
| 2010  | Robert Chafe                                   | Afterimage                                                 |
| 2010  | Charlotte Corbeil-Coleman                      | Scratch                                                    |
| 2010  | Michael Healey                                 | Courageous                                                 |
| 2010  | Judith Thompson                                | Such Creatures                                             |
| 2010  | David Yee                                      | lady in the red dress                                      |
| 2011  | Erin Shields                                   | If We Were Birds                                           |
| 2011  | Brendan Gall                                   | Minor Complications: Two Plays                             |
| 2011  | Jonathan Garfinkel                             | House of Many Tongues                                      |
| 2011  | Donna-Michelle St. Bernard                     | Gas Girls                                                  |
| 2011  | Vern Thiessen                                  | Lenin’s Embalmers                                          |
| 2012  | Catherine Banks                                | It Is Solved by Walking                                    |
| 2012  | Trina Davies                                   | The Romeo Initiative                                       |
| 2012  | Karen Hines                                    | Drama: Pilot Episode                                       |
| 2012  | Cathy Ostlere et Dennis Garnhum                | Lost: A Memoir                                             |
| 2012  | Anusree Roy                                    | Brothel #9                                                 |
| 2013  | Nicolas Billon                                 | Fault Lines: Three Plays                                   |
| 2013  | Meg Braem                                      | Blood: A Scientific Romance                                |
| 2013  | Kate Hewlett                                   | The Swearing Jar                                           |
| 2013  | Lawrence Jeffery                               | Frenchtown                                                 |
| 2013  | Joseph Jomo Pierre                             | Shakespeare's Nigga                                        |
| 2014  | Jordan Tannahill                               | Age of Minority: Three Solo Plays                          |
| 2014  | Rick Chafe                                     | The Secret Mask                                            |
| 2014  | Sean Dixon                                     | A God in Need of Help                                      |
| 2014  | Janet Munsil                                   | That Elusive Spark                                         |
| 2015  | David Yee                                      | carried away on the crest of a wave                        |
| 2015  | Beth Graham                                    | The Gravitational Pull of Bernice Trimble                  |
| 2015  | Tara Grammy et Tom Arthur Davis                | Mahmoud                                                    |
| 2015  | Bryden MacDonald                               | Odd Ducks                                                  |
| 2015  | Marcus Youssef et James Long                   | Winners and Losers                                         |
| 2016  | Colleen Murphy                                 | Pig Girl                                                   |
| 2016  | Brad Fraser                                    | Kill Me Now                                                |
| 2016  | Donna-Michelle St. Bernard                     | A Man A Fish                                               |
| 2016  | Jordan Tannahill                               | Concord Floral                                             |
| 2016  | Mary Vingoe                                    | Refuge                                                     |
| 2017  | Hiro Kanagawa                                  | Indian Arm                                                 |
| 2017  | Robert Chafe                                   | The Colony of Unrequited Dreams                            |
| 2017  | Anna Chatterton                                | Within the Glass                                           |
| 2017  | Michael Healey                                 | 1979                                                       |
| 2017  | Kate Hennig                                    | The Virgin Trial                                           |
| 2018  | Jordan Tannahill                               | Botticelli in the Fire et Sunday in Sodom                  |
| 2018  | Keith Barker                                   | This Is How We Got Here                                    |
| 2018  | Anna Chatterton, Evalyn Parry et Karin Randoja | Gertrude and Alice                                         |
| 2018  | Anosh Irani                                    | The Men in White                                           |
| 2018  | Erin Shields                                   | Paradise Lost                                              |
| 2019  | Amanda Parris                                  | Other Side of the Game                                     |
| 2019  | Kevin Loring                                   | Thanks for Giving                                          |
| 2019  | Hannah Moscovitch                              | What a Young Wife Ought to Know                            |
| 2019  | Sean Harris Oliver                             | The Fighting Season                                        |
| 2019  | Tetsuro Shigematsu                             | 1 Hour Photo                                               |
| 2020  | Kim Senklip Harvey                             | Kamloopa, an Indigenous Matriarch Story                    |
| 2020  | Yolanda Bonnell                                | bug                                                        |
| 2020  | Christopher Cook                               | Quick Bright Things                                        |
| 2020  | Charlotte Corbeil-Coleman                      | Guarded Girls                                              |
| 2020  | Donna-Michelle St. Bernard                     | Sound of the Beast                                         |
| 2021  | Hannah Moscovitch                              | Sexual Misconduct of the Middle Classes                    |
| 2021  | Falen Johnson                                  | Two Indians                                                |
| 2021  | Jivesh Parasram                                | Take d Milk, Nah?                                          |
| 2021  | Paul David Power                               | Crippled                                                   |
| 2021  | Christine Quintana                             | Selfie                                                     |
| 2022  | Dorothy Dittrich                               | The Piano Teacher: A Healing Key                           |
| 2022  | Daniel Arnold, Darrell Dennis et Medina Hahn   | Inheritance: a pick-the-path experience                    |
| 2022  | Robert Chafe                                   | Everybody Just C@lm the F#ck Down                          |
| 2022  | Marjorie Chan                                  | Lady Sunrise                                               |
| 2022  | Ho Ka Kei (Jeff Ho)                            | Iphigenia and the Furies (On Taurian Land) et Antigone: 方 |

## Crédits
- (en) Cet article est partiellement ou en totalité issu de l’article de Wikipédia en anglais intitulé « Governor General's Award for English-language drama » (voir la liste des auteurs).